# Prionovolva freemani
Prionovolva freemani là một loài ốc biển, là động vật thân mềm chân bụng sống ở biển trong họ Ovulidae.

## Miêu tả
Loài này có kích thước giữa 4 mm and 8 mm

## Phân bố
Loài này có ở Ấn Độ Dương dọc theo Mozambique và Nam Phi